# Diploglossidae
Diploglossidae é uma família de répteis do clado Anguimorpha. Está distribuída na América Central, Caribe e América do Sul. O grupo estava incluído na família Anguidae como uma subfamília, entretanto, esse arranjo taxonômico deixava o clado familiar parafilético.